# Жозе Кліасс
Жозе Кліасс (порт. José Kliass, власне Клясс, нім. Joseph Kliass, 11 серпня 1895, Полтава — 1970) — бразильський музичний педагог єврейського походження.
Син Лейба Клясса і його дружини Естер, уродженої Фінкельсон. Закінчив берлінську консерваторію Штерна по класу фортепіано, учень Мартіна Краузе. Деякий час жив в Парижі, де консультувався у Маргеріт Лонг і Альфреда Корто.
У роки Першої світової війни емігрував до Бразилії, влаштувавшись в Сан-Паулу і ставши провідним фортепіанним педагогом міста. Серед найважливіших його учнів — Бернардо Сегал, Анна Стелла Шик, Жосі де Олівейра, а також його племінниці Естелінья Епштейн і Яра Бернетт, Освалду Ласерда. Деякий час також викладав в США в Університеті Бригама Янга. Метод Кліасса належить до європейських методів фортепіанної педагогіки, розробленим Рудольфом Брайтхауптом і Тобіасом Маттау 
Син, Владемир Кліасс (порт. Wlademir Kliass; 1929—1985) — архітектор; його дружина Роза Грена Кліас — відома бразильська ландшафтна архітекторка. Ім'я Кліасса носить вулиця (порт. Rua Professor José Kliass) в Сан-Паулу.